# Carl Ludwig Theodor Schlomka
Carl Ludwig Theodor Schlomka (* 13. August 1821 in Perleberg; † 22. November 1894) war ein deutscher Reichsgerichtsrat.

## Leben
1842 legte er das Abitur am Joachimsthalschen Gymnasium ab. Schlomka wurde 1845 auf den preußischen Landesherrn vereidigt.
1847 wurde er Gerichtsreferendar. 1850 ernannte man ihn zum Gerichtsassessor. 1851 kam er als Kreisrichter nach Erfurt, 1864/65 wurde er Rat am ostpreußischen Tribunal in Königsberg. 1872 wurde zum Obertribunalsrat befördert. 1879 kam er an das neugegründete Reichsgericht. Er war als Richter dem IV. Zivilsenat des Reichsgerichts zugewiesen. Er trat 1889 in den Ruhestand.

## Werke
- „Ueber die Folgen der unterlassenen Eintragung der Liquidatoren ins Handelsregister“, Archiv für Theorie und Praxis des allgemeinen deutschen Handelsrechts, Band 2 1864, S. 68.
- „Anmeldung der Commanditgesellschaft auf Actien“, Archiv für Theorie und Praxis des allgemeinen deutschen Handelsrechts, Band 2 1864, S. 75.
- „Ueber die Haftung des Frachtführers und Verfrachters bei äußerlich erkennbaren Mängeln der Verpackung“, Archiv für Theorie und Praxis des allgemeinen deutschen Handelsrechts, Band 2 1864, S. 443.
- „Mangelnde Bestimmung der Zeit der Erfüllung und Eintritt des Verzugs“, Archiv für Theorie und Praxis des allgemeinen deutschen Handelsrechts, Band 3, 1864, S. 275.
- „Können die Art. 127. 128. 130. 131. 132 Anwendung finden, wenn aus einer nur aus zwei Personen bestehenden Handelsgesellschaft der eine Gesellschafter ausscheidet oder ausgeschlossen wird?“, Archiv für Theorie und Praxis des allgemeinen deutschen Handelsrechts, Band 4, 1864, S. 67.
- „Ueber die Voraussetzungen für den Eintritt der Versäumung nach Art. 347 und der Verjährung nach Art. 349, insbesondere beim Genuskauf“, Archiv für Theorie und Praxis des allgemeinen deutschen Handelsrechts, Band 5, 1865, S. 183.
- „Collision der Rechte mehrerer Subhastationsextrahenten im Fall des Miteigenthums Mehrerer an der zu subhastirenden Sache“, Beiträge zur Erläuterung des preußischen Rechts durch Theorie und Praxis, Jahrgang 8 (1864), S. 502.
- „Einige Worte zu Gunsten des in den älteren Preußischen Landestheilen geltenden Prozeß-Verfahrens gegen den ministeriellen Entwurf einer Prozeßordnung von 1864.“, Zeitschrift für Gesetzgebung und Rechtspflege in Preußen, Band 2 1868, S. 302.

## Quelle
- Adolf Lobe: „Fünfzig Jahre Reichsgericht am 1. Oktober 1929“, Berlin 1929, S. 351.
- Rainer Paetau, Hartwin Spenkuch, (Bearb.): Acta Borussica: Die Protokolle des Preußischen Staatsministeriums 1817–1934/38, Band 6/II (1867–1878), Berlin-Brandenburgische Akademie der Wissenschaften (Hrsg.), Hildesheim 1999–2003, S. 703.

| Personendaten    | Personendaten                 |
| ---------------- | ----------------------------- |
| NAME             | Schlomka, Carl Ludwig Theodor |
| KURZBESCHREIBUNG | deutscher Reichsgerichtsrat   |
| GEBURTSDATUM     | 13. August 1821               |
| GEBURTSORT       | Perleberg                     |
| STERBEDATUM      | 22. November 1894             |